# Neuhof bei St. Leonhard

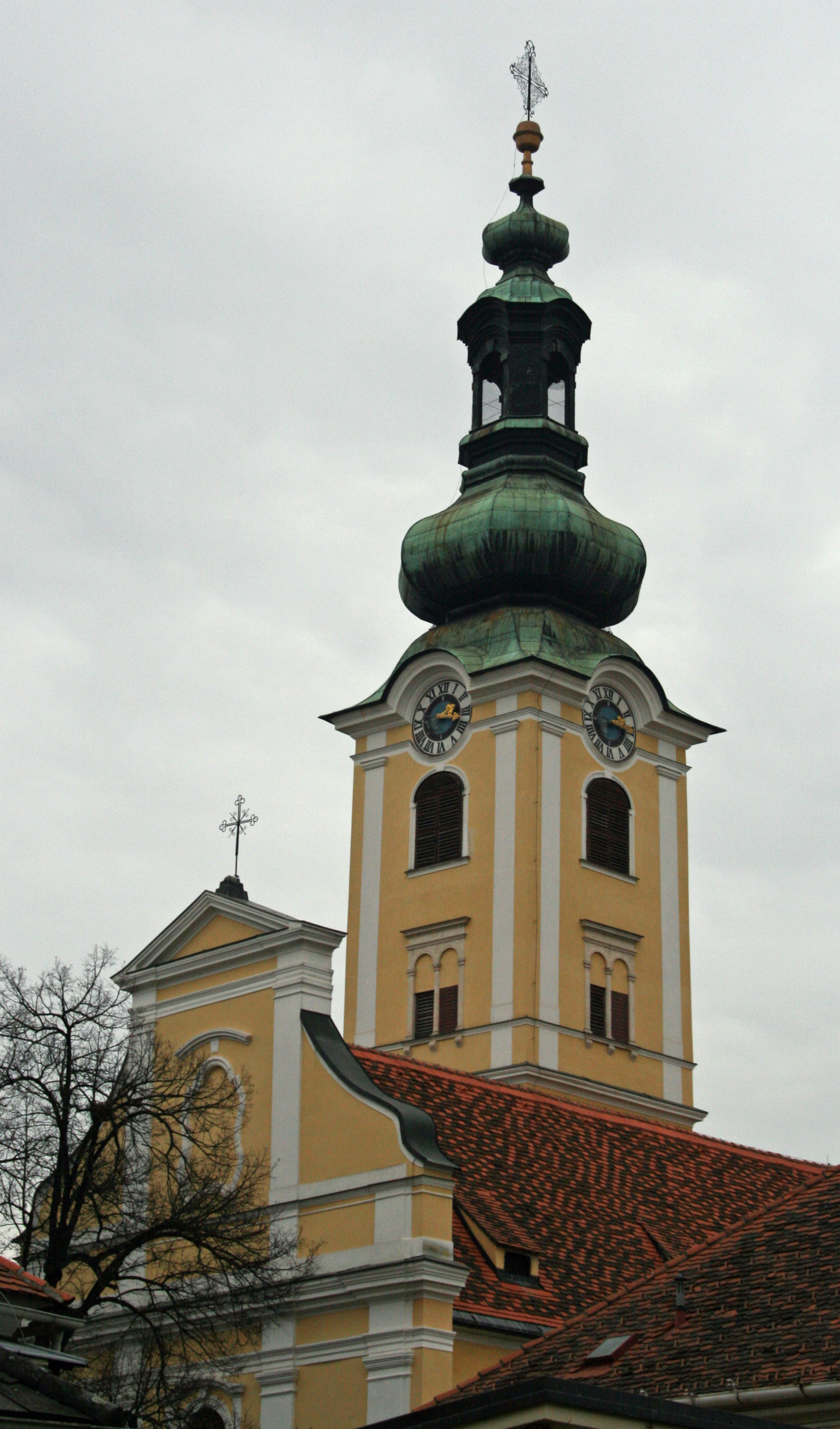
Grazer Leonhardkirche: 500 m westlich des um 1830 abgerissenen Neuhof bei St. Leonhard

Der Neuhof bei St. Leonhard war ein Grazer Edelhof. Seine Geschichte geht bis auf das 16. Jahrhundert zurück. Er wurde nach 1833 abgerissen.

## Lage
Der Hof lag etwa 500 Meter östlich der Leonhardkirche im Grazer Stadtbezirk St. Leonhard.

## Geschichte

### Trautmannsdorffer und Gradenegger Bauernhof und späterer Edelsitz
Ursprünglich handelte es sich bei dem Hof wahrscheinlich um einen einfachen Bauernhof. Im 16. Jahrhundert befand er sich im Besitz derer von Trauttmansdorff, die ihn zu einem kleinen Edelsitz ausbauten. 1561 verkaufte Joachim von Trauttmansdorff das Gut an den landwirtschaftlichen Sekretär Gotthardt Schober. 1567 kam der Hof in den Besitz von Franz Freiherr von Gradeneckh (Gradenegg), welcher ihn weiter ausbaute und überdies wahrscheinlich von den Untertanspflichten befreite.

### Steinpeisser, Grienberger und weitere Besitzer
1625 ging er an Siegmund Stainpeiß (auch Stainpeiss, Steinpeiss) zu Aichberg aus dem österreichischen Adelsgeschlecht der Steinpeisser mit Stammsitz Aichberg bei Rohrbach an der Lafnitz über. Dieser musste aufgrund seines protestantischen Glaubens die Steiermark verlassen und verkaufte das Anwesen 1629 an Hans Christof Grienberger. 

### Augustiner und Jacomini
Grienberger folgten noch einige weitere Besitzer, ehe der Hof im Jahr 1665 an die Augustiner bei der Stiegenkirche überging. Als sich dieses Kloster 1784 auflöste, übernahm Kaspar Andreas von Jacomini den Hof und ließ unter anderem einen neuen Neuhof am heutigen Jakominiplatz errichten. 

### Alois von Trautmannsdorf mit Liebenau und Josef Schuch
Alois Graf Trauttmansdorff erwarb das Gut 1817 und verband es mit der Herrschaft Liebenau. Der Neuhof ging 1833 in den Besitz von Josef Schuch über, der das Anwesen zur Verbauung parzellieren ließ.

## Nachweise
- Robert Baravalle: Burgen und Schlösser der Steiermark. Leykam, Graz 1995, ISBN 3-7011-7323-0, S. 29 (Nachdruck von 1961).